# یواس‌اس باکترن (۱۸۶۳)
یواس‌اس باکترن (۱۸۶۳) (به انگلیسی: USS Buckthorn (1863)) یک کشتی بود که طول آن ۸۷ فوت (۲۷ متر) بود. این کشتی در سال ۱۸۶۳ ساخته شد.